# Adrienne Bailon
Adrienne Eliza Houghton, nata Bailon (New York, 24 ottobre 1983), è un'attrice, cantautrice, conduttrice televisiva e ballerina statunitense.
Ex membro del gruppo 3LW con Kiely Williams e Naturi Naughton, ha fatto parte del gruppo musicale The Cheetah Girls di cui è stata co-protagonista nei tre film.

## Biografia

### La vita
Adrienne Bailon è nata a Manhattan, New York da madre portoricana e padre ecuadoriano. È attualmente sposata con Israel Houghton

### Carriera
Debutta nel 1999 al Madison Square Garden di New York. È una delle quattro cantanti scelte per il coro di Ricky Martin. Con Kiely Williams forma il gruppo 3LW, con il quale debutta nel 2000 con un primo album.
Recita nella serie tv di successo Raven nel ruolo di Alana quindi, nel 2003, interpreta, insieme a Kiely Williams, la parte di Chanel nel film della film Disney per la televisione, Una canzone per le Cheetah Girls.
Le Cheetah Girls formato da Adrienne Bailon, Kiely Williams, Sabrina Bryan e Raven-Symoné non era un vero e proprio gruppo, si riunivano raramente, a causa del grande successo ottenuto dalla pellicola. Nel 2005 esce il loro album Cheetah-licious Christmas.
Per promuovere l'album organizzano un tour e contemporaneamente un film. Dopo l'uscita del sequel, Cheetah Girls 2, la band per promuovere la colonna sonora pianifica un secondo tour, The Party's Just Begun. Nel frattempo decidono di registrare un nuovo album, la cui uscita viene prevista alla fine dell'estate del 2007. Il titolo dell'album è TCG.
Il film The Cheetah Girls: One World viene girato in India e uscirà negli Stati Uniti il 22 agosto 2008. Fino al 2009, il gruppo organizza per tutta l'America, tour e concerti. Adrienne, Sabrina e Kiely appaiono assieme a Chris Brown nella terza stagione della serie, Zack e Cody al Grand Hotel nella puntata "Fuga dalla Suite 2330", mentre dal 2008 al 2009 Adrienne Bailon fu una delle protagoniste del reality show Al passo con i Kardashian, durante la sua relazione con Rob Kardashian.
Negli ultimi anni è spesso ospite in diversi programmi americani, e, nel 2011 in particolare, è protagonista del documentario commedia Undateable. Nel video della canzone Give Me Everything di Pitbull, sempre del 2011, è accanto a Ne-Yo. Nel 2012 partecipa ad una delle serate delle Karshadian e nel reality show Empire Girls: Julissa e Adrienne. Nello stesso anno è protagonista sia nel film Coalition che nel musical Elixir.
Dal 2013 lavora nel talk show quotidiano The real daytime.

## Filmografia

### Cinema
- Coach Carter, regia di Thomas Carter (2005)
- Cuttin' da Mustard, regia di Reed R. McCants (2008)
- I'm in Love with a Church Girl, regia di Steve Race (2013)

### Televisione
- Taina – serie TV, 1 episodio (2001)
- Una canzone per le Cheetah Girls (The Cheetah Girls) – film TV, regia di Oz Scott (2003)
- Raven – serie TV, 4 episodi (2003-2004)
- Buffalo Dreams – film TV, regia di David Jackson (2005)
- All You've Got - Unite per la vittoria – film TV, regia di Neema Barnette (2006)
- Cheetah Girls 2 (The Cheetah Girls 2), regia di Kenny Ortega – film TV (2006)
- The Cheetah Girls: One World – film TV, regia di Paul Hoen (2008)
- Zack e Cody al Grand Hotel – serie TV, episodio 3x20 (2008)
- Studio DC: Almost Live – special TV, guest star (2008)

### programmi televisivi/radiofonici
- Al passo con i Kardashian – reality show TV, 13 episodi (2008-2011)
- Kourtney and Kim Take New York – reality show TV, 1 episodio (2011)
- Empire Girls: Julissa and Adrienne – reality show TV, 10 episodi (2012)
- The Real – serie TV, 119 episodi (2014-in corso)
- The Best Podcast Ever with Raven and Miranda – podcast, puntata 1x4 (2023)

### Web Show
- All Things Adrienne – Web Show (2018-2022)
- Love Always, Adrienne – Web Show (2022-in corso)

## Discografia

### Album
Da solista
- 2017 – New Tradiciones (accreditata come Adrienne Houghton)

#### Singoli
- 2008 – What If
- 2017 – The Gift
- 2018 – Secrets (con Israel Houghton)
- 2018 – I'm With You/Be Still (con Israel Houghton)
- 2021 – Nadie Como tú (con i Maverick City Music, Aaron Moses e Israel Houghton)
- 2021 – Coritos De Corazon (con Israel Houghton e Aaron Moses)
- 2025 – Coritos de Fuego (con Israel Houghton, Unified Sound, Nate Diaz, Aaron Moses e Lucia Parker)

Con il gruppo The Cheetah Girls
- 2003 – The Cheetah Girls

- 2005 – Cheetah-licious Christmas
- 2006 – The Cheetah Girls 2
- 2007 – TCG
- 2008 – The Cheetah Girls: One World

Con il gruppo 3LW
- 2000 – 3LW
- 2002 – A Girl Can Mack
- 2003 – Naughty or Nice

## Doppiatrici italiane
Nelle versioni in italiano delle opere in cui ha recitato, Adrienne Bailon è stata doppiata da:
- Federica De Bortoli in Una canzone per le Cheetah Girls, Cheetah Girls 2, The Cheetah Girls: One World